# Potloodrussula
De potloodrussula (Russula rosea), ook wel harde karmijnrussula genoemd, is een schimmel behorend tot de familie Russulaceae. Hij is bekend van beuk en zomereik, op kalkhoudend of lemig zand en klei. Het is een mycorrhiza-vormende paddenstoel.

## Kenmerken

### Uiterlijke kenmerken
Hoed
De hoed is 6–10 cm breed, jong halfbolvormig, later vlak gewelfd tot uitgespreid en soms in het centrum licht ingedeukt. Het oppervlak is glad, glansloos en fijn fluwelig mat. Bij droogte springt de huid vaak ruwweg in kleine scheurtjes open. De kleur is intens licht-karmijn- tot scharlakenrood of roze, soms witachtig berijpt; in het midden verbleekt hij vaak crèmekleurig. De hoedhuid is vrijwel niet tot hooguit een klein stukje af te trekken.
Lamellen
De lamellen zijn aanvankelijk witachtig, later crème, en hebben nabij de hoedrand vaak een roodachtige snede. Ze zijn afgerond tot aangehecht en staan vrij dicht. Ze zijn broos zoals bij alle russula's. Het sporenpoeder is witachtig tot bleek crème (IIa volgens Romagnesi).
Steel
De steel is 3–9 cm lang en 1–4 cm dik, wit maar meestal met een roze tot roodachtige zweem. Het oppervlak is fijn vlokkig. Het vlees is opvallend hard en stevig, vol en wit.
Smaak en geur
Het vlees smaakt na langer kauwen licht bitter en enigszins naar potlood- of cederhout, vooral in de lamellen. De geur is onopvallend, maar kan bij koken terpentineachtig zijn.
Chemische reacties
Met ijzersulfaat (FeSO₄) kleurt het vlees langzaam roze. De guaiac reactie is variabel: van snel positief naar bijna geen. 

### Microscopische kenmerken
De sporen zijn breed elliptisch tot bijna bolvormig en meten 8–10 × 7–8 µm. Het ornament bestaat uit dichtstaande stekels tot 0,5 µm hoog, verbonden door lijntjes en richels tot een goed ontwikkeld netwerk. In de hoedhuid komen talrijke pileocystidia voor, die cilindrisch, kegelvormig, spoelvormig of smal knotsvormig zijn, maar zich met sulfovanilline niet of nauwelijks aankleuren. Verder zijn er primordialhyfen aanwezig, hyfen die met kristallijne uitscheidingen zijn bedekt en zich met een fuchsinekleurstof laten aankleuren; de gekleurde, korrelige deeltjes zijn echter schaars en verspreid.

## Vergelijkbare soorten
De potloodrussula kan verward worden met de schotelrussula (R. velenovskyi), die vaak feller rood is, soms fruitiger ruikt en een iets andere standplaatsvoorkeur heeft. De sporenprint van de schotelrussula is licht oker, die van de potloodrussula bijna wit.

## Verspreiding
Het is een holarctische soort die op het noordelijk halfrond op alle continenten voorkomt in de meridionale en gematigde klimaatzone. De soort is aangetroffen in Noord-Azië (Israël, de Kaukasus, Siberië, het Russische Verre Oosten, Korea en Japan), in Noord-Amerika (Verenigde Staten), in Noord-Afrika (Marokko, Algerije en Tunesië) en in Europa. Ook op Madeira is hij gevonden. De verspreiding van de potloodrussula in Europa komt overeen met die van de beuk, zijn favoriete mycorrhizapartner.
In Nederland komt de potloodrussula zeldzaam voor. Hij staat op de rode lijst in de categorie 'bedreigd'.

## Foto's

Europees verspreidingsgebied